# ブラッドリー・クーパー
ブラッドリー・チャールズ・クーパー（Bradley Charles Cooper, 1975年1月5日 - ）は、アメリカ合衆国の俳優、映画監督、映画プロデューサー、歌手。
俳優業と映画プロデューサー、映画監督として成功をおさめ、9つのアカデミー賞やトニー賞を含む多くの賞にノミネートされており、グラミー賞とBAFTA賞を受賞している。

## 生い立ち
ペンシルベニア州フィラデルフィア出身。父親のチャーリー・クーパーはアイルランド系でメリルリンチに勤務していた。母親のグロリアはイタリア系。ジョージタウン大学を優秀な成績で卒業後、アクターズ・スタジオで演劇を学んだ。学生の頃にフランスに留学した事もあり、フランス語が堪能。

## キャリア
1998年にテレビシリーズ『セックス・アンド・ザ・シティ』でデビュー。2001年に『Wet Hot American Summer』で映画デビュー。テレビシリーズを中心に活動しており、『エイリアス』や『キッチン・コンフィデンシャル』で知られるようになる。

2006年に舞台『Three Days of Rain』でジュリア・ロバーツ、ポール・ラッドと共にブロードウェイの舞台に立った。2012年には舞台『エレファントマン』で主演のエレファントマンを演じた。

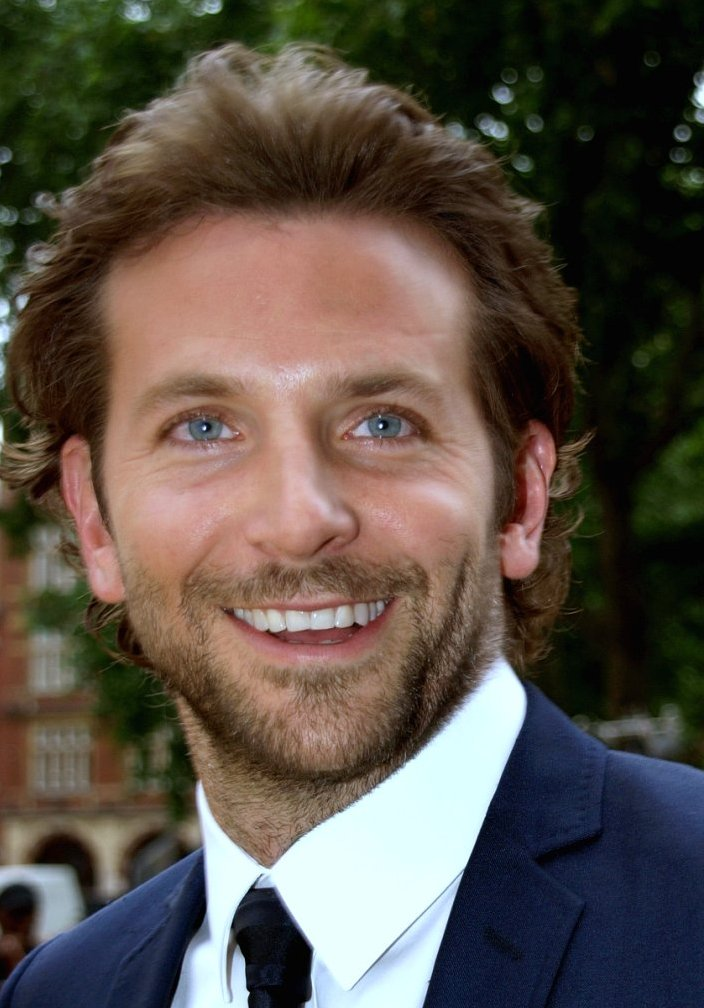
2009年、『ハングオーバー!』プレミアでのクーパー

2009年公開の『ハングオーバー! 消えた花ムコと史上最悪の二日酔い』でブレイクし、MTVムービー・アワード コメディ演技賞にノミネートされた。しかし、同年公開の『ウルトラ I LOVE YOU!』ではサンドラ・ブロックと共にゴールデンラズベリー賞最低スクリーンカップル賞を受賞。
2011年公開の『リミットレス』でも商業的な成功を収めた。ハングオーバー!シリーズ第2作にあたる『ハングオーバー!! 史上最悪の二日酔い、国境を越える』の演技でピープルズ・チョイス・アワードのコメディ映画男優賞にノミネートされた。
2011年11月、米『ピープル』誌の「最もセクシーな男性」に選ばれた。
2012年公開のジェニファー・ローレンスと主演を務めた『世界にひとつのプレイブック』は商業的に大きな成功を収め、クーパーの演技も称賛され、MTVムービー・アワード2013で男性演技賞を受賞し、アカデミー賞やゴールデングローブ賞、全米映画俳優組合賞で主演男優賞にノミネートされた。
2013年の『アメリカン・ハッスル』でも高い評価を受け、アカデミー賞やBAFTA賞、放送映画批評家協会賞、およびゴールデングローブ賞の助演男優賞にノミネートされた。
クリント・イーストウッド監督の『アメリカン・スナイパー』でも称賛を受け、MTVムービーアワード2015の最優秀男優賞を受賞した。3年連続でアカデミー賞にノミネートされたが、ここでも受賞はならなかった。
2014年にブロードウェイで公演された『エレファントマン』でジョン・メリックを演じて批評家から賛辞を受け、トニー賞 演劇主演男優賞にノミネートされた。
2015年公開の『二ツ星の料理人』の撮影のために、三ツ星シェフの下で研修を積み、またたく間にプロ並の料理技術を習得するなど、非常に器用でもある。
マーベル映画『ガーディアンズ・オブ・ギャラクシー』シリーズにロケットの声優として出演し、『アベンジャーズ』シリーズにも出演。
2018年に『アリー/ スター誕生』で主演兼初監督を務めた。『スタア誕生』のリメイクにあたるこの映画は第75回ヴェネツィア国際映画祭で初上映され、その後世界中で公開された。この映画は批評家から絶賛され、ブラッドリー自身も監督として、俳優として称賛を受けた。また、主演のレディー・ガガと共同で作り上げたサウンドトラックも絶賛され、『アリー/ スター誕生 サウンドトラック』はBillboard 200を含む多くの国で1位を獲得し、『シャロウ 〜『アリー/ スター誕生』 愛のうた』は第61回グラミー賞で最優秀レコード賞を含む3部門にノミネートされ、最優秀ポップ・デュオ/グループ・パフォーマンスをガガとクーパーは受賞した。映画は 第91回アカデミー賞に作品賞を含む7部門でノミネートされ、歌曲賞を受賞した。第72回英国アカデミー賞では一回の式典での史上最多となる5部門にノミネートされたが、ここでも受賞は作曲賞だけに留まった。映画及びブラッドリーは第76回ゴールデングローブ賞を含む他の多くの賞にノミネートされ、いくらか受賞した。
2023年、自身の監督作品2作目となる『マエストロ: その音楽と愛と』が公開された。本作は音楽家レナード・バーンスタインの伝記映画であり、クーパーは主演も兼任した。第96回アカデミー賞では作品賞、主演男優賞など7部門にノミネートされたが、無冠に終わった。
プロデューサー業も務めており、『世界にひとつのプレイブック』や『アメリカン・ハッスル』では製作総指揮、『アメリカン・スナイパー』、『アリー/ スター誕生』では製作を務めている。

## 私生活
2006年に女優のジェニファー・エスポジートと結婚したが、2007年10月に離婚。離婚前にはジェニファー・アニストンと、離婚後にはキャメロン・ディアスやレネー・ゼルウィガーらとの交際が噂になった。2012年には女優のゾーイ・サルダナと交際していた。イギリスのモデルであるスキ・ウォーターハウスとも交際し、ステディな関係になるが2015年春に破局。
2015年春からロシアのモデルのイリーナ・シェイクと交際し、2016年からイリーナの左手薬指には指輪が見られた。2017年3月にシェイクとの間に女児が誕生したが、2019年6月、二人は結婚することなく破局を迎え、共同親権の方向で調整に入っているとの報道があった。

## フィルモグラフィ

### 映画
| 年   | 題名                                                                                 | 役名                                | 備考 | 吹き替え |
| ---- | ------------------------------------------------------------------------------------ | ----------------------------------- | --- | --- |
| 2001 | ウェット・ホット・アメリカン・サマー Wet Hot American Summer                         | ベン                                | | 矢野正明 |
| 2002 | 処刑・ドット・コム My Little Eye                                                     | トラヴィス                          | 中井和哉 | |
| 2002 | 私が幸せになる恋のルール Bending All the Rules                                       | ジェフ・マクリーン                  | （吹き替え版なし） | |
| 2005 | ウエディング・クラッシャーズ Wedding Crashers                                        | サック                              | 高瀬右光 | |
| 2006 | 恋するレシピ 〜理想のオトコの作り方〜 Failure to Launch                              | デモ                                | 後藤敦 | |
| 2007 | 鉄板スポーツ伝説 The Comebacks                                                       | カウボーイ                          | TBA | |
| 2008 | Older Than America                                                                   | ルーク                              | N/A | |
| 2008 | ROCKER 40歳のロック☆デビュー The Rocker                                              | ヴェスヴィオス                      | TBA | |
| 2008 | ミッドナイト・ミート・トレイン The Midnight Meat Train                               | レオン                              | （吹き替え版なし） | |
| 2008 | イエスマン “YES”は人生のパスワード Yes Man                                           | ピーター                            | 藤井啓輔 | |
| 2009 | そんな彼なら捨てちゃえば? He's Just Not That into You                                | ベン・ガンダース                    | 竹若拓磨 | |
| 2009 | ハングオーバー! 消えた花ムコと史上最悪の二日酔い The Hangover                        | フィル・ウィネック                  | 桐本琢也 | |
| 2009 | ケース39 Case 39                                                                     | ダグラス・J・エームズ               | 藤井啓輔 | |
| 2009 | ウルトラ I LOVE YOU! All About Steve                                                 | スティーブ・ミュラー                | 東地宏樹 | |
| 2009 | ニューヨーク、アイラブユー New York, I Love You                                      | ガス                                | （吹き替え版なし） | |
| 2010 | バレンタインデー Valentine's Day                                                     | ホールデン・ウィルソン              | 宮内敦士 | |
| 2010 | 特攻野郎Aチーム THE MOVIE The A-Team                                                 | “フェイス” テンプルトン・ペック中尉 | 堀内賢雄 | |
| 2011 | リミットレス Limitless                                                               | エディ・モーラ                      | 浜田賢二 | |
| 2011 | ハングオーバー!! 史上最悪の二日酔い、国境を越える The Hangover Part II               | フィル・ウィネック                  | 桐本琢也 | |
| 2012 | ザ・ワーズ 盗まれた人生 The Words                                                    | ロリー・ジャンセン                  | 兼製作総指揮 | TBA |
| 2012 | HIT&RUN Hit and Run                                                                  | アレックス・デミトリ                | | |
| 2012 | プレイス・ビヨンド・ザ・パインズ/宿命 The Place Beyond the Pines                     | エイヴリー・クロス                  | 桐本琢也 | |
| 2012 | 世界にひとつのプレイブック Silver Linings Playbook                                   | パット・ソリータ                    | 桐本琢也 | 兼製作総指揮 アカデミー賞主演男優賞ノミネート 英国アカデミー賞 主演男優賞ノミネート ゴールデングローブ賞 主演男優賞 (ミュージカル・コメディ部門)ノミネート 全米映画俳優組合賞主演男優賞ノミネート ナショナル・ボード・オブ・レビュー賞 男優賞受賞 |
| 2013 | ハングオーバー!!! 最後の反省会 The Hangover Part III                                 | フィル・ウィネック                  | 桐本琢也 | |
| 2013 | アメリカン・ハッスル American Hustle                                                 | リッチー・ディマーソ                | 桐本琢也 | 兼製作総指揮 アカデミー賞助演男優賞ノミネート 英国アカデミー賞 助演男優賞ノミネート ゴールデングローブ賞 助演男優賞ノミネート |
| 2014 | ガーディアンズ・オブ・ギャラクシー Guardians of the Galaxy                           | ロケット                            | 声の出演 | 加藤浩次 |
| 2014 | セリーナ 炎の女 Serena                                                               | ジョージ・ペンバートン              | | 桐本琢也 |
| 2014 | アメリカン・スナイパー American Sniper                                               | クリス・カイル                      | 兼製作 アカデミー賞主演男優賞ノミネート アカデミー作品賞ノミネート | 桐本琢也 |
| 2015 | アロハ Aloha                                                                         | ブライアン・ギルクレスト            | | 阪口周平 |
| 2015 | 二ツ星の料理人 Burnt                                                                 | アダム・ジョーンズ                  | 東地宏樹（ソフト版） TBA（機内上映版） | |
| 2015 | ジョイ Joy                                                                           | ニール・ウォーカー                  | 桐本琢也 | |
| 2016 | 10 クローバーフィールド・レーン 10 Cloverfield Lane                                  | ベン                                | 声の出演（カメオ出演） | 松川央樹 |
| 2016 | ウォー・ドッグス War Dogs                                                            | ヘンリー・ジラード                  | 兼製作 | 桐本拓哉 |
| 2017 | ガーディアンズ・オブ・ギャラクシー:リミックス Guardians of the Galaxy Vol. 2         | ロケット                            | 声の出演 | 加藤浩次 |
| 2018 | アベンジャーズ/インフィニティ・ウォー Avengers: Infinity War                         | ロケット                            | 声の出演 | 加藤浩次 |
| 2018 | アリー/ スター誕生 A Star Is Born                                                    | ジャクソン・メイン                  | 兼監督・脚本・製作 アカデミー作品賞ノミネート アカデミー主演男優賞ノミネート アカデミー脚色賞ノミネート ゴールデングローブ賞 監督賞ノミネート ゴールデングローブ賞 主演男優賞 (ドラマ部門)ノミネート 英国アカデミー賞 作品賞ノミネート 英国アカデミー賞 監督賞ノミネート 英国アカデミー賞 脚色賞ノミネート 英国アカデミー賞 主演男優賞ノミネート 英国アカデミー賞 作曲賞受賞 | 桐本拓哉 |
| 2018 | 運び屋 The Mule                                                                      | コリン・ベイツ捜査官                | | 桐本拓哉（ソフト版） 田村真（BSテレ東版） |
| 2019 | アベンジャーズ/エンドゲーム Avengers: Endgame                                        | ロケット                            | 声の出演 | 加藤浩次 |
| 2019 | ジョーカー Joker                                                                     | N/A                                 | 製作 アカデミー作品賞ノミネート | N/A |
| 2021 | リコリス・ピザ Licorice Pizza                                                        | ジョン・ピーターズ                  | | （吹き替え版なし） |
| 2021 | ナイトメア・アリー Nightmare Alley                                                   | スタントン・“スタン”・カーライル    | 兼製作 アカデミー作品賞ノミネート | 東地宏樹 |
| 2022 | ソー:ラブ&サンダー Thor: Love and Thunder                                            | ロケット                            | 声の出演 | 加藤浩次 |
| 2023 | ダンジョンズ&ドラゴンズ/アウトローたちの誇り Dungeons & Dragons: Honor Among Thieves | マーラミン                          | カメオ出演 | 桐本拓哉 |
| 2023 | ガーディアンズ・オブ・ギャラクシー:VOLUME 3 Guardians of the Galaxy Vol. 3           | ロケット                            | 声の出演 | 加藤浩次 |
| 2023 | マエストロ: その音楽と愛と Maestro                                                   | レナード・バーンスタイン            | 兼監督・脚本・製作 | 桐本拓哉 |
| 2024 | ブルー きみは大丈夫 IF                                                               | アイス                              | 声の出演 | 桐本拓哉 |
| 2025 | スーパーマン Superman                                                                | ジョー＝エル                        | | （原語のみ） |
| TBA  | Bullitt                                                                              | フランク・ブリット                  | | |
| TBA  | Is This Thing On?                                                                    | N/A                                 | 監督 | |

### テレビ
| 放映年           | 題名                                                                                                | 役名                         | 備考 | 吹替     |
| ---------------- | --------------------------------------------------------------------------------------------------- | ---------------------------- | --- | -------- |
| 1999             | セックス・アンド・ザ・シティ Sex and the City                                                       | ジェイク                     | 第2シーズン第4話「すばらしき独身貴族?」                                                                                       |          |
| 2000-2001        | The $treet                                                                                          | クレイ・ハモンド             | 計5話出演 | N/A      |
| 2001-2006        | エイリアス Alias                                                                                    | ウィル・ティッピン           | 計46話出演 | 村治学   |
| 2004             | タッチング・イーブル〜闇を追う捜査官〜 Touching Evil                                                | マーク・リヴァース           | 計6話出演 | 大西健晴 |
| 2004-2005        | Jack & Bobby                                                                                        | トム                         | 計14話出演 | N/A      |
| 2005             | LAW & ORDER:性犯罪特捜班 Law & Order: Special Victims Unit                                          | ジェイソン・ウィテカー       | 第6シーズン第20話「沈黙が招く悲劇」                                                                                           |          |
| 2005             | LAW & ORDER:陪審評決 Law & Order: Trial by Jury                                                     | ジェイソン・ウィテカー       | 第11話「決着」 |          |
| 2005-2006        | キッチン・コンフィデンシャル Kitchen Confidential                                                   | ジャック・ボーデイン         | 計13話出演 |          |
| 2007-2009        | NIP/TUCK マイアミ整形外科医 Nip/Tuck                                                                | エイダン・ストーン           | 計6話出演 |          |
| 2009, 2013, 2015 | サタデー・ナイト・ライブ Saturday Night Live                                                        | ホスト / 本人 / クレイグ     | 「Bradley Cooper/TV on the Radio」 「Zach Galifianakis/Of Monsters and Men」 「Saturday Night Live 40th Anniversary Special」 |          |
| 2015             | ウェット・ホット・アメリカン・サマー: キャンプ1日目 Wet Hot American Summer: First Day of Camp      | ベン                         | 計7話出演 | 矢野正明 |
| 2015-2016        | リミットレス Limitless                                                                              | エドワード・“エディ”・モーラ | 兼製作総指揮 計4話出演 | 桐本拓哉 |
| 2022             | アイ・アム・グルート I Am Groot                                                                     | ロケット                     | 声の出演 第5話「大傑作」 Disney+シリーズ                                                                                      | 加藤浩次 |
| 2022             | ガーディアンズ・オブ・ギャラクシー ホリデー・スペシャル The Guardians of the Galaxy Holiday Special | ロケット                     | 声の出演 テレビスペシャル | 加藤浩次 |
| 2023             | FDR                                                                                                 | N/A                          | 製作総指揮 | N/A      |

## 日本語吹き替え
『ハングオーバー! 消えた花ムコと史上最悪の二日酔い』以降、桐本拓哉が声のみの出演も含めて大半の作品で担当しており、クーパーの吹替声優として知られている。
このほかにも、東地宏樹、藤井啓輔、宮内敦士、堀内賢雄なども複数回、声を当てている。
また、『マーベル・シネマティック・ユニバース』のロケット役に限っては加藤浩次が担当した。